# 历史左翼
左翼，史称历史左翼（Sinistra storica），是19世纪下半叶意大利王国的一个自由主义和改良主义的议会党团。它的成员也被称为“民主派”或“内阁派”。1870年代—1910年代初，它是意大利王国的主导政治集团。
与右翼的对手不同，左翼是代表北方和南方的中产阶级、城市资产阶级、小企业主、新闻工作者和学者的联盟。它还支持普选权以及所有儿童都能接受的公立教育。此外，该党反对右翼推行的高税收政策。在1890年代后，左翼开始展现出更多的保守倾向，包括主张打击罢工和抗议活动，并推动在非洲的激进殖民政策。